# لئوپولد اشتاسنی
لئوپولد اشتاسنی (اسلواکی: Leopold Šťastný؛ ۲۳ مهٔ ۱۹۱۱ – ۱۴ مهٔ ۱۹۹۶) بازیکن و مربی فوتبال اهل اسلواکی بود.
از باشگاه‌هایی که در آن بازی کرده است می‌توان به باشگاه فوتبال اسلوان براتیسلاوا اشاره کرد.
وی همچنین در تیم‌های ملی فوتبال چکسلواکی و اسلواکی بازی کرده است.